# 호프 핌

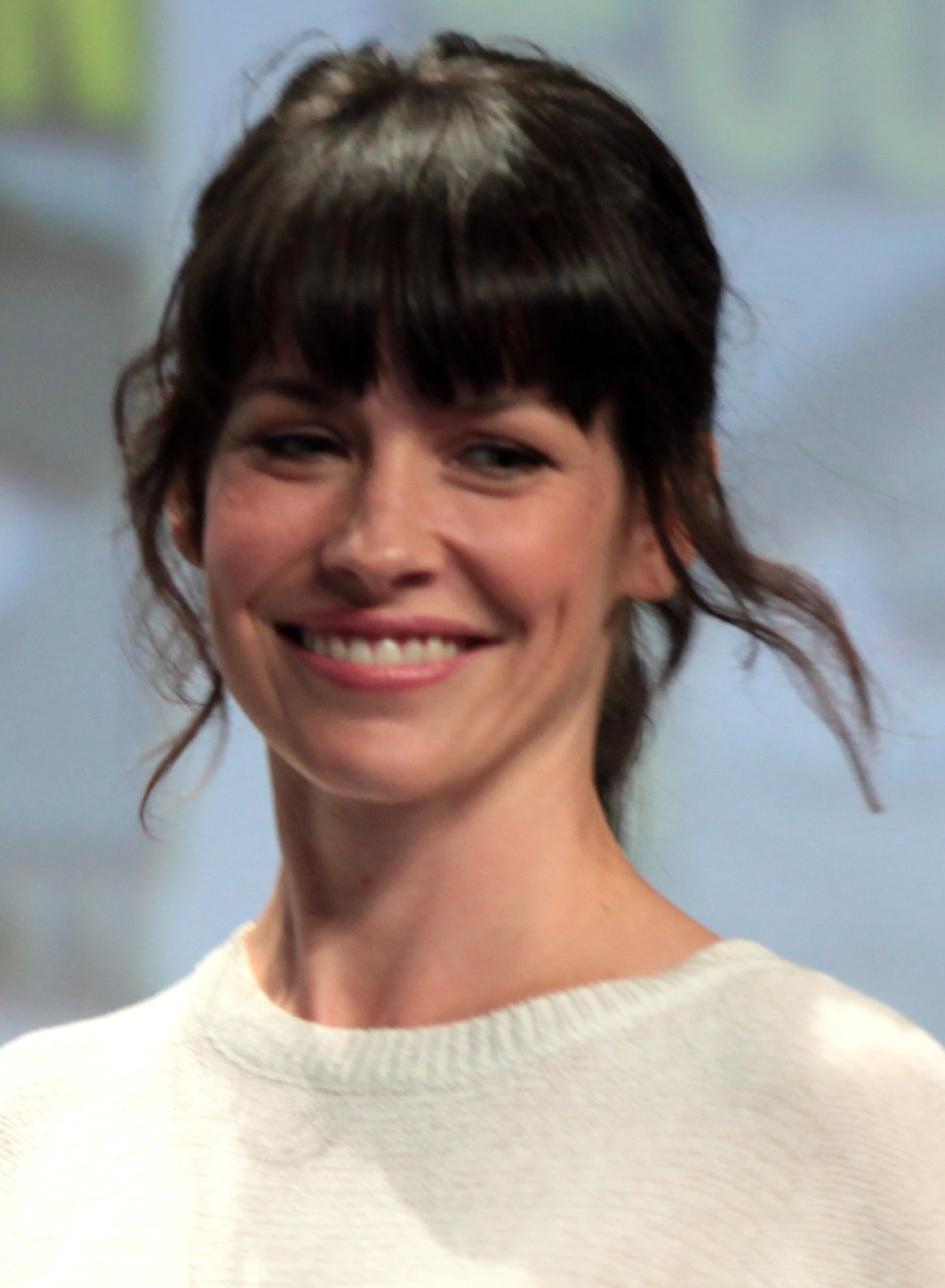

호프 핌(영어: Hope Pym)은 마블 코믹스가 출판하는 만화책의 등장인물이다. MC2 유니버스의 행크 핌과 재닛 밴 다인의 딸로, 슈퍼빌런 레드 퀸(Red Queen)으로 처음 등장하였다.
마블 시네마틱 유니버스에서는 호프 밴 다인(Hope van Dyne)이라는 이름으로 등장하며, 에반젤린 릴리가 연기한다. 호프 밴 다인은 2015년 《앤트맨》과 2018년 《앤트맨과 와스프》에 등장하였으며, 2019년 《어벤져스: 엔드게임》에도 등장하였다.

## 출판 역사
캐릭터는 톰 데팔코와 론 프렌즈가 창조하였으며, 《A-Next》 제7호 (1999년 4월)에 첫 등장했다.

## 다른 매체

### 영화
- 마블 시네마틱 유니버스는 에반젤린 릴리가 호프 밴 다인을 연기했다.[1][2][3]